# Pedro Guerreiro de Jesus Correia
Pedro Guerreiro de Jesus Correia (Lagos, 27 de março de 1987) é um futebolista português que atua no Racing Club de Ferrol. Entretanto, seu passe pertence ao Benfica.